# Bésigue

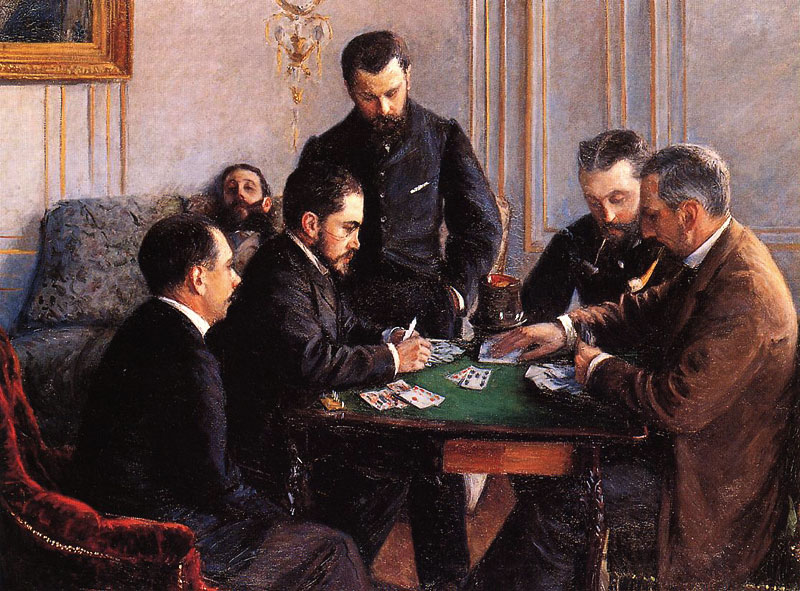
Gustave Caillebotte, La Partie de bésigue (1881), Louvre Abou Dabi.

Le bésigue (ou bézigue) est un ancien jeu de cartes qu’on prétend originaire du Limousin en France.
C'est un jeu encore actuellement très prisé en Haïti où il se joue invariablement avec quatre jeux de 32 cartes auxquels on ajoute quatre jokers et un marqueur de points appelé couramment marque en Haïti (et en France jusqu'au début du XXe siècle). Il n’est pas attesté, comme on le dit en Haïti, que ce jeu fut inventé par un certain Charles Bézigue.
Le bésigue peut se jouer à deux, à trois ou à quatre. Les joueurs peuvent être associés deux à deux, ou jouer en indépendants.

## Historique
Le jeu de bésigue existe depuis le XIXe siècle à Paris. C'est une variété du jeu du cinq-cents et de la brisque. Est donnée ici une règle du bésigue ordinaire joué au XIXe siècle. Il existe cependant des variantes.
La comptabilité du bésigue, assez complexe, se faisait souvent avec un petit marqueur individuel. On le voit dans le tableau de Gustave Caillebotte, où l’on note, près du coude droit du joueur de gauche (Maurice Brault), tout au bout de la table à gauche, un petit compteur (ou « marque ») de bésigue, destiné à enregistrer les points en relevant les languettes latérales. Ces petits appareils en bois, très courants à l’époque, sont rarement représentés dans la peinture. Normalement, Martial Caillebotte, son adversaire, en a un aussi, mais il est caché par son bras droit étendu.

## Le bésigue ordinaire à deux
Le jeu de bésigue se joue ordinairement à deux ou trois joueurs et avec deux ou trois jeux de trente-deux cartes.
Le but du jeu est de marquer des points en étalant sur la table des combinaisons et en ramassant des brisques (as et 10) dans ses plis.
Une partie se termine lorsqu’un joueur parvient à marquer un nombre de points convenu : 1000, 1500, 2000 ou plus. Pour une variante à quatre, la partie peut se jouer en 600 points.
Il existe des variantes pour compter les points. Par exemple : l'objectif est de gagner quatre parties consécutives : on dit alors que le vainqueur a donné cent points au vaincu. Tant que ce dernier n’a pas gagné à son tour quatre parties consécutives, il commence, au début, de toute partie, à monter cent points sur sa marque. Ce qui rééquilibre la partie du fait qu'il ne joue plus que pour neuf cents points au lieu de mille. Une partie est dite gagnée « en bas table » lorsque l’adversaire n’a pas marqué un certain nombre de points convenus à l’avance, généralement sept cent cinquante. Elle compte alors pour deux. Deux « en bas table » consécutifs égalent cent points.

### Les combinaisons et points
- Mariage (roi et dame de la même couleur hors atout) : 20 points
- Mariage d'atout : 40 points
- Carré de Valets : 40 points
- Carré de Dames : 60 points
- Carré de Rois : 80 points
- Carré d'As : 100 points
- Le bésigue (Valet de carreau et Dame de pique) : 40 points
- Double bésigue (2 Valets de carreau et 2 Dames de pique) : 500 points
- La suite (10, Valet, Dame, Roi et As d'atout) : 250 points

En addition, le 7 d'atout vaut 10 points. Son utilisation est différente, voir la section ci-dessous. De plus chaque 10 et As vaut dix points dans les plis remportés (ils sont comptés à la fin du jeu). Le dernier pli remporté vaut également 10 points.
Il est à noter que suivant les variantes, les points peuvent changer et d'autres combinaisons peuvent exister comme la carré de jokers ou le carré de Valets d'atout (pour une partie avec 4 jeux de cartes).

### Le déroulement d’une partie
Après avoir décidé au hasard le joueur qui commence en retournant deux cartes, les cartes sont distribuées deux par deux ou trois par trois jusqu'à 8, 9 ou 10 (selon les convenances). La carte suivante est retournée, elle désignera l'atout. Si cette carte est un 7, le donneur gagne 10 points. Le reste des cartes sert de pioche.
Première phase (tant que la pioche n'est pas finie)
Son adversaire commence à jouer, il pose une carte de son choix. Tant que la pioche n'est pas vidée, l'autre joueur n'est pas obligé de répondre à la couleur. S'il pose une carte plus forte ou s'il coupe, il remporte le pli. En cas d'égalité, le premier joueur garde la main.
Voici l'ordre des cartes par ordre décroissant : As, 10, Roi, Dame, Valet, 9, 8 puis 7. C'est le même à l'atout.
Lorsqu'un joueur vient de remporter un pli, il peut poser une combinaison devant soi (voir ci-dessus). En addition, il peut montrer le 7 d'atout pour 10 points ou l'utiliser pour l'échanger contre l'atout retourné en début de partie. Une carte posée précédemment pour une combinaison peut servir pour une nouvelle combinaison (différente de celle déjà posée). Ainsi une Dame d'atout peut servir pour le mariage d'atout, le carré de Dames ou la suite d'atout (éventuellement pour le bésigue lorsque l'atout est pique). Il est à noter que pour marquer le double bésigue, il faut que les quatre cartes soient posées.
Une fois les points marqués, le joueur ayant la main pioche une carte, l'autre joueur pioche également. Chaque joueur possède alors le même nombre de cartes qu’initialement (en comptant les cartes utilisées pour les combinaisons). Un nouveau pli est lancé et les joueurs peuvent utiliser les cartes en main ou posées pour leurs combinaisons.
Deuxième phase (la pioche est finie)
Lorsqu'il reste une carte à la pioche (plus l'atout retourné), le dernier pli est lancé. Celui qui le remporte peut marquer une dernière combinaison. Ensuite le gagnant pioche la dernière carte et l'autre joueur récupère l'atout. Les deux joueurs récupèrent leurs cartes en main. Dorénavant, seuls les 10 et les As valent 10 points. Le joueur ayant remporté le dernier pli commence à jouer. Les joueurs doivent répondre à la couleur, s'ils ne le peuvent pas ils doivent jouer de l'atout et le cas échéant mettre un atout plus fort. Sinon ils se défaussent de n'importe quelle carte. Le dernier pli vaut 10 points pour celui qui le remporte.
Une fois la dernière carte jouée, chaque joueur compte les 10 et les As dans ses plis gagnés. Chacun d'entre eux vaut 10 points. Ils s'appellent les Brisques.

#### Variante
Il existe d'autres manières de commencer :
1. On ne peut étaler aucune combinaison tant que le premier mariage, qui est ipso facto la couleur de l’atout, n’est pas donné.
2. On retourne la dernière carte du talon (la retourne) qui désigne la couleur d'atout (on dit alors jouer à atout vu) et on peut commencer dès le premier pli à étaler des combinaisons.

Les combinaisons peuvent avoir des règles différentes. On exige souvent que pour faire une quinte, le mariage d’atout ait été préalablement fait.
Il est rare qu’il ne faille pas un certain nombre de brisques pour avoir le droit de marquer les points correspondants : parfois, c’est au moins 14, parfois au moins 16. Quelquefois, celui qui a compté le plus grand nombre de brisques marque 320 points et l’autre joueur doit déduire de sa marque un certain nombre de points. Quelquefois, il faut avoir un nombre de points sur sa marque pour avoir le droit de marquer les brisques.

### Fin de partie
Lorsqu'un joueur pose une combinaison qui lui fait dépasser le nombre de points nécessaires pour gagner, le jeu s'arrête (c'est-à-dire que les brisques ne compteront pas). Dans le cas où les deux joueurs dépassent le nombre de points grâce aux brisques, c'est celui ayant le plus de points qui gagne.

## Le jeu à plus de deux joueurs indépendants
Les règles demeurent en gros les mêmes que pour le jeu à deux. Étant donné la difficulté plus grande de marquer des points, on convient généralement de jouer à atout vu, à terminer la partie à moins de mille points, 600 par exemple et à pouvoir marquer au moins 8 brisques si on est parvenu à marquer au moins 100 points auparavant.

## Le jeu à quatre associés, deux à deux
Ce sont pratiquement les mêmes règles que pour le jeu à deux, à moins d’autres conventions préalables.

## Le bésigue dans la littérature
De nombreux romanciers français de la deuxième moitié du XIXe siècle mettent en scène le bésigue. Le premier à en faire état est Paul de Kock dans son roman Friquette (1846), où l’on lit, au chap. I : « En jouant au bézigue… ». Dans Les deux aveugles, « bouffonnerie musicale » en 1 acte, musique de Jacques Offenbach, texte de Jules Moinaux, créée le 5 juillet 1855, Patachon s’écrie : « Oui, vous jouez à tous les jeux ; un tout petit bésigue vous serait-il agréable ? ». 
Alphonse Daudet cite le jeu en 1872 dans Tartarin de Tarascon : « il entrait faire son bésigue avec le commandant » puis en 1879 dans les Rois en exil (« un bézigue chinois, le jeu le plus gommeux du monde parce qu’il ne fatigue pas la tête et permet au joueur le plus maladroit de perdre une fortune sans le moindre effort »), et Émile Zola fait de même dans le deuxième chapitre de Nana, paru en 1880. Jeanne et Julien jouent aux bésigue dans Une vie de Guy de Maupassant paru pour la première fois en 1883. 
George Sand était passionnée par ce jeu de bézigue, surtout quand elle résidait à sa petite maison de Gargilesse. Elle raconte, dans son énorme Correspondance, qu’elle jouait jusqu'à une heure avancée de la soirée et elle écrivait ensuite toute la nuit, bien souvent ! La pièce de théâtre La Navette d'Henry Becque débute par une partie de bésigue entre Alfred et Antonia : « Quarante de bésigue. Vous entendez. Je marque quarante de bésigue. » sont les premiers mots de la pièce.
Le jeu a été adopté avec enthousiasme dans d'autres pays: en Angleterre (où le jeu s'écrit bezique), en Allemagne (dès 1853 !) et aussi, un peu plus tard, en Turquie, comme en témoigne, plus d’un siècle après, le romancier turc Orhan Pamuk qui y fait également allusion dans Le Livre noir. 
Dans le roman de Cathy Marie Buchanan (en) intitulé Les Filles peintes qui se déroule à Paris à la fin du XIXe siècle, on évoque le jeu à quelques reprises : « À l'intérieur de l'Ambigu, les acteurs authentiques se prélassent dans les sièges d'avant-scène en bavardant, en somnolant ou en distribuant les cartes pour une partie de bésigue. » (page 80, les Éditions Marchand de feuilles, 2014), « Parfois, lorsque j'entrais dans la cuisine, je trouvais Petite et Odette en pleine partie effrénée de bésigue. » (page 384, les Éditions Marchand de feuilles, 2014).
Dans son roman historique Sépulcre, thriller anachronique ésotérico-médiéval, l'écrivaine et journaliste anglaise à la BBC Kate Mosse évoque la participation de deux de ses héros à une partie de bésigue en 1891 lors d'une soirée orageuse au domaine de la Cade, dans la région de Carcassonne.    
Dans le roman Vipère au Poing d’Hervé Bazin (1948), repris au cinéma en 1971 puis 2004,  Paule Rezeau dite « Folcoche » invite son fils Jean Rezeau (« Brasse Bouillon ») à compter les points Bézigue de sa tante lors d’une réception familiale.
Dans le roman La Saga des Cazalet, tome 1 : Été anglais de Elizabeth Jane Howard, Simon et Teddy apprennent à jouer au bésigue.
Dans le tome 2 du roman de Marie-Aude Murail et Constance Robert-Murail, Francoeur: Â nous la vie de château ! (au chapitre 62, édition l'école des loisirs, 2025) les invités de Francoeur jouent au bézigue.

## Joueurs de bésigue célèbres
- Khalil Chérif Pacha
- Winston Churchill
- Jacques Dreze
- Guytaud Augulus